# Romarigães
Romarigães é uma povoação portuguesa sede da Freguesia de Romarigães do Município de Paredes de Coura, freguesia com 7,11 km² de área e 224 habitantes (censo de 2021), tendo, por isso, uma densidade populacional de 31,5 hab./km².

## Demografia
A população registada nos censos foi:
| Ano  | 0-14 Anos | 15-24 Anos | 25-64 Anos | > 65 Anos |
| 2001 | 41        | 27         | 128        | 88        |
| 2011 | 25        | 25         | 114        | 82        |
| 2021 | 25        | 13         | 126        | 60        |

## Património
- Casa Grande de Romarigães
- Castro do Coto de Ouro ou Alto da Cidade